# 黎忠
黎忠（越南语：／；？—1798年），越南西山朝將領。官拜大司隸。
黎忠早年事蹟沒有記載。1789年，他隨阮惠參加了清越戰爭。1792年，因哀牢（今寮國）沒有向西山朝朝貢，黎忠與陳光耀奉命入侵哀牢。
1793年，阮福映入侵歸仁。歸仁朝廷的阮岳不敵，派人向富春朝廷求救。阮光纘派遣大司隸黎忠，同太尉范公興、護駕阮文訓、大司馬吳文楚一起，率軍17000人、戰象80餘匹前往援助；同時又派大統領鄧文真率水軍往救。阮福映見力不能敵，率軍撤退。而黎忠等人隨後進入歸仁城，將將府庫全部封閉接收。阮岳氣憤而死，其子阮寶嗣位。阮光纘隨即封阮寶為孝公，號稱「小朝」。令黎忠、阮文訓、裴得宙留下輔佐，實際上是負責監視阮寶的舉動。
1795年，黎忠的同僚阮文訓參加了剷除權臣裴得宣的政變，阮文訓成為輔政的四柱大臣之一。
1798年，西山朝的陳光耀與其他三位輔政大臣阮文訓、阮文名、武文勇不和，黎忠率軍回到富春，聯合阮文訓、阮文名、武文勇，將陳光耀的兵權全部奪去。阮福映再次北伐，攻打歸仁。阮寶對阮光纘奪其土地之事耿耿於懷，遂暗通阮福映，據城叛亂。阮福映派阮文誠前去接應，但兵未到阮光纘便攻破歸仁，將阮寶處死。這就是歷史上的「小朝之變」。黎忠和阮文訓的政敵向阮光纘進讒，說小朝之變是歸仁鎮守黎忠一手釀成的。因此黎忠被阮光纘召回富春（今順化）處死，少保阮文訓也同時被殺。
黎忠的女婿大都督黎質投奔阮福映，後來成為阮福映麾下的將軍。